# 仁川仁峴洞ビヤホール火災
仁川仁峴洞ビヤホール火災（インチョンインヒョンドンビヤホールかさい）は、1999年10月30日18時55分頃に大韓民国・仁川広域市中区仁峴洞にあった商業用建物で火災が発生し、建物の中にいた中・高校生をはじめとする56人が死亡して78人が負傷した事故である。
火災当時のビヤホールは5階建ての商業用建物で、地下にはカラオケ、2階にはビヤホール、3階と4階にはビリヤード場があった。火は事故が起きた生ビヤホールの建物の地下カラオケの内部修理工事現場で最初に発生して階段に乗って2階と3階の間に広がった。